# Zeena Schreck

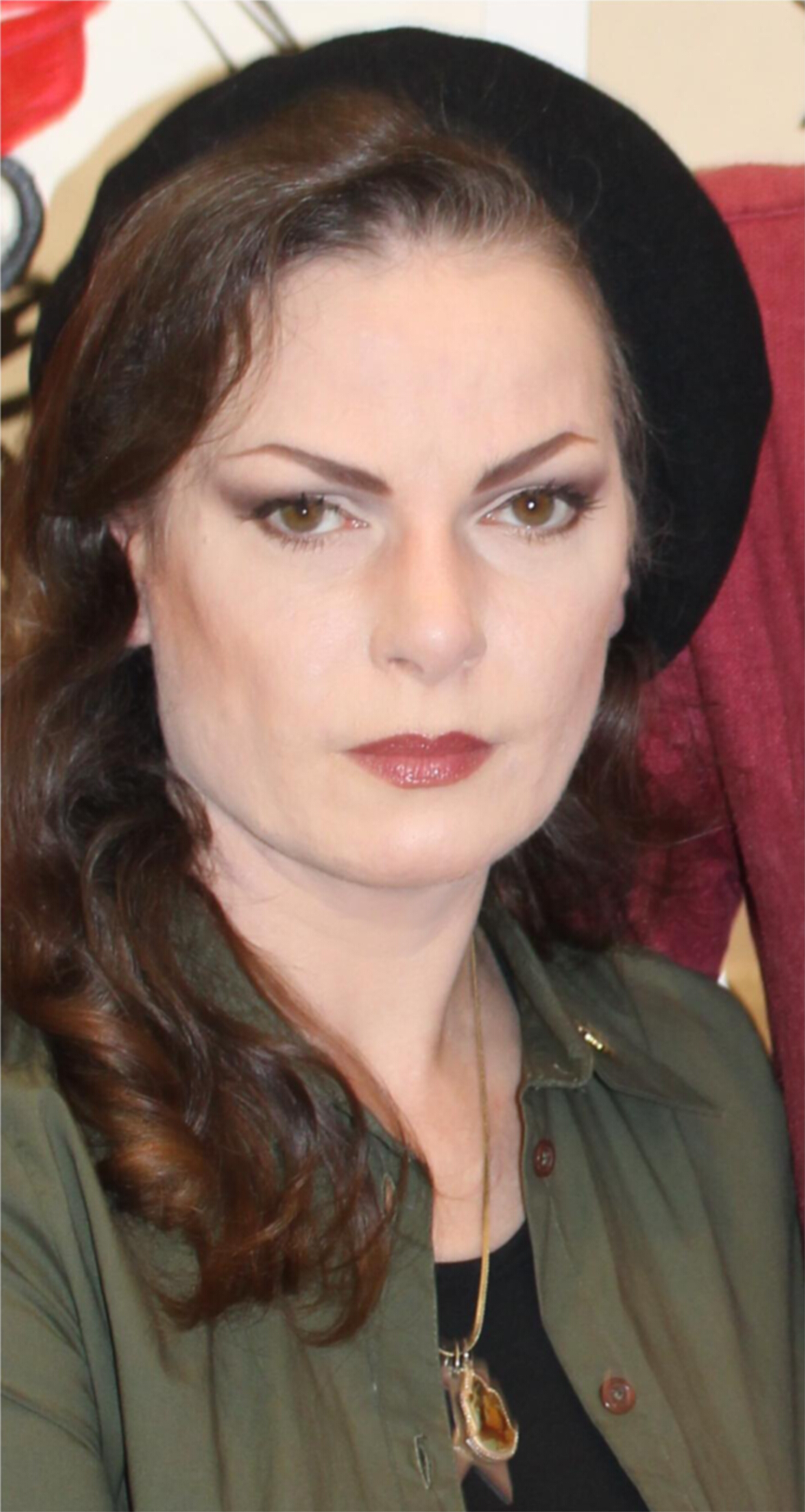
Zeena Schreck, Berlijn 2011

Zeena Schreck, geboren als Zeena Galatea LaVey (San Francisco, 19 november 1963), is de enige echte dochter van Anton LaVey en Diane Hegarty (de oprichters van de Church of Satan). Ze heeft nog een halfzus en halfbroer: Karla LaVey en Satan Xerxes Carnacki LaVey.
Ze was al vrij snel nadat ze geboren was, bekend bij de media. Ze kreeg de eerste officiële doop die de Church of Satan uitvoerde. Als jonge vrouw verbrak ze al haar banden met de Church of Satan en leidde een normaal leven. Na vijf jaar huwelijk scheidde ze. Ze trok daarop weer bij haar vader in en volgde haar moeder op als High Priestess, wat ze was van 1985 tot 1990.
Ze woont in Berlijn, is multimedia-artiest en geestelijk leider van de Sethian Liberation Movement (SLM), die ze in 2002 oprichtte. Ze is overgegaan tot en geeft onderricht in tantrisch boeddhisme.

## Jeugd
Op 23 mei 1967 was ze op driejarige leeftijd het eerste kind dat in de satanskerk werd gedoopt door haar vader. Deze gebeurtenis kreeg de nodige media-aandacht. Voor de opnames van de langspeelplaat The Satanic Mass werd de ceremonie later nagespeeld.
Zeena was het onderwerp van artikelen die met name in tabloids en tijdschriften voor mannen verschenen. De biograaf van Anton LaVey, Burton H. Wolf, beschreef de 13-jarige Zeena die door veel mensen werd herinnerd als "die 3-jarige gedoopte kleuter", als een inmiddels aantrekkelijke tiener die in de belangstelling stond bij het mannelijk geslacht. In een interview met The Guardsman beschreef Zeena zelf hoe het was om op 14-jarige leeftijd moeder te worden. Haar zoon werd geboren in januari 1978.

## Opleiding en training
In bovengenoemd interview wordt (zonder verdere toelichting) verteld dat ze kort na de geboorte van haar zoon moest verhuizen; als tienermoeder kreeg ze geen financiële steun van haar ouders of de vader van haar kind. Toen ze 16 was, slaagde ze voor een vervangend examen van de High School, een mogelijkheid die toen bestond om de middelbare school (High School) voortijdig te verlaten. Dat maakte het voor haar mogelijk aan het werk te gaan en zich in te schrijven bij het City College of San Francisco. Ze volgde daar kosteloos de opleiding drama, wat een scharnierpunt in haar leven was. Aanvullend op het City College werd ze ook geschoold door de Stella Adler Studio of Acting waar acteur Eric Morris haar coach was. Ook het Next Stage Improvisation Theater San Francisco, en het American Conservatory Theater (San Francisco School of Dramatic Arts) droegen bij aan haar ontwikkeling. Op haar 16e had ze een ontmoeting met Mae West.
Volgens Zeena is ze bij de uitoefening van magische kunstvormen beïnvloed door filmmaker Kenneth Anger. Deze gaf de invloeden van Curtis Harrington, Jean Cocteau, en Maya Deren op zijn eigen werk weer door aan Zeena.
Zeena raakte langdurig bevriend met regisseur Curtis Harrington, ze speelde een rol in de film Usher (2000).

## Religieuze ontwikkeling

### Church of Satan
Vanaf haar vroege kinderjaren was ze betrokken bij de Satanskerk, die door haar ouders was opgericht.
In de jaren 1980 brak er in de Verenigde Staten onrust uit over satanische misbruikrituelen, soms aangeduid als de "Satanic Panic". De belangrijkste uiting was de McMartin preschool trial, een onderzoek en rechtszaak die duurde van 1984 tot 1990. De aanklagers slaagden erin door een agressieve en suggestieve vraagstelling meer dan 300 jonge kinderen te laten verklaren dat ze door hun onderwijzers of begeleiders van kinderopvang waren misbruikt als onderdeel van satanische rituelen. Uiteindelijk kwamen alle aanklachten te vervallen. De zaak kreeg uitgebreide media-aandacht, waarbij de aanklagers steun kregen en de Satanskerk bij voorbaat werd beschouwd als schuldige. Dit leidde ertoe dat Zeena bereid was zich weer in te zetten voor haar ouders en High Priestess en zegsvrouw te worden namens de Satanskerk. In een interview (september 2011) vertelt ze:

In 1985, a US news show called 20/20 accused The Satanic Bible of being responsible for child daycare Satanic ritual abuse, allegations which were new then. ... I called my father and asked him what his media strategy would be to deal with this catastrophe. Nothing. He didn't care. As far as he was concerned it didn't concern him. It wasn't anything he needed to worry about. He certainly wasn't going out in public to do anything about it. He admitted that many media sources had already contacted him and he was just going to ignore it until it went away. I tried to convince him that this would only get worse if he didn't respond and that he really needed to get someone to answer calls quickly or it would be taken as an admission of guilt or suspicion. Finally he admitted he had no one to deal with interviews or media. I offered to help temporarily  until he found someone. This was not what I'd intended to do with my life, I had other plans.

Als contactpersoon met de media trad ze op in programma's als The Phil Donahue Show, Nightline, Entertainment Tonight, The Late Show (1986 TV series) en Secrets & Mysteries. Internationaal was ze te zien in uitzendingen van de Italiaanse RAI Mixer-show en een Toronto's Industrial Video presentation.
Ook werd ze geïnterviewd in een uitzending van "Devil Worship: Exposing Satan's Underground" door Geraldo Rivera in 1988. Zeena ontkende alle geruchten die circuleerden over rituele misbruiken binnen de Satanskerk, en daagde uit tot het aandragen van bewijzen. In deze periode (1988) trad ze in het huwelijk met Nikolas Schreck.
In 1989 maakte ze een roadtrip om de herdruk van Anton LaVeys boek uit 1971 The Compleat Witch, or What to Do When Virtue Fails te promoten, omdat haar vader zelf niet meer geïnteresseerd was in publiek vertoon.
Zeena's interview op KJTV met Tony Valdez in 1990 was het laatste dat ze gaf als publiek vertegenwoordiger en High Priestess of the Church of Satan voordat ze de Satanskerk verliet.

### Temple of Set
In 1990 verliet ze de Satanskerk en herriep het satanisme dat haar vader praktiseerde. Ze was zich gaan realiseren dat haar vader leefde in een zelf gecreëerde legende en dat hij in zijn geschriften plagiaat had toegepast. Volgens haar reageerden haar familie en andere leden met een typische cultachtige karaktermoordcampagne tegen haar. Hierin waren met name actief Blanche Barton, Peter H. Gilmore, Peggy Nadramia, Boyd Rice, Larry Wessel, en Stanton Szandora LaVey. Ze verbrak alle contact met haar vader, liet haar achternaam veranderen van "LaVey" in "Schreck" en ging in Duitsland wonen.
Zeena begon oude religieuze praktijken gericht op de Egyptische god Seth na te volgen en sloot zich aan bij de Temple of Set. Bij een bezoek aan een museum in Wenen waar een altaar voor Seth stond, zou ze ervaren hebben hoe haar toekomst eruit zou zien. In die tijd hield ze zich ook bezig met tantra en yoga. Dit beïnvloedde het boek Demons of the Flesh, dat ze samen met Nikolas Schreck schreef.
In september 2002 werd Zeena High Priestess van de Temple of Set, maar stopte daarmee weer toen na twee maanden een conflictueuze situatie was ontstaan met andere leden, onder meer met Michael Aquino.

### Sethian Liberation Movement
De Sethian Liberation Movement werd opgericht op 8 november 2002 nadat Zeena Schreck samen met drie magisters en vier priesters de Temple of Set had verlaten. Een van de andere magisters was haar echtgenoot Nikolas Schreck.
Deze nieuwe beweging bood hulp aan getraumatiseerde voormalige leden van pseudoreligieuze organisaties, voormalige bendeleden, voormalige werknemers of klokkenluiders van corrupte organisaties, familieleden van gewelddadige geestelijk gestoorden, en slachtoffers van alle mogelijke vormen van misbruik.
Uit interviews en artikelen uit de periode 2011-2013 blijkt dat ze het Tibetaans boeddhisme in de karma kagyü- en nyingmatradities is gaan praktiseren. Daarnaast bleef ze spiritueel leider van de Sethian Liberation Movement (SLM).

## Artistieke carrière

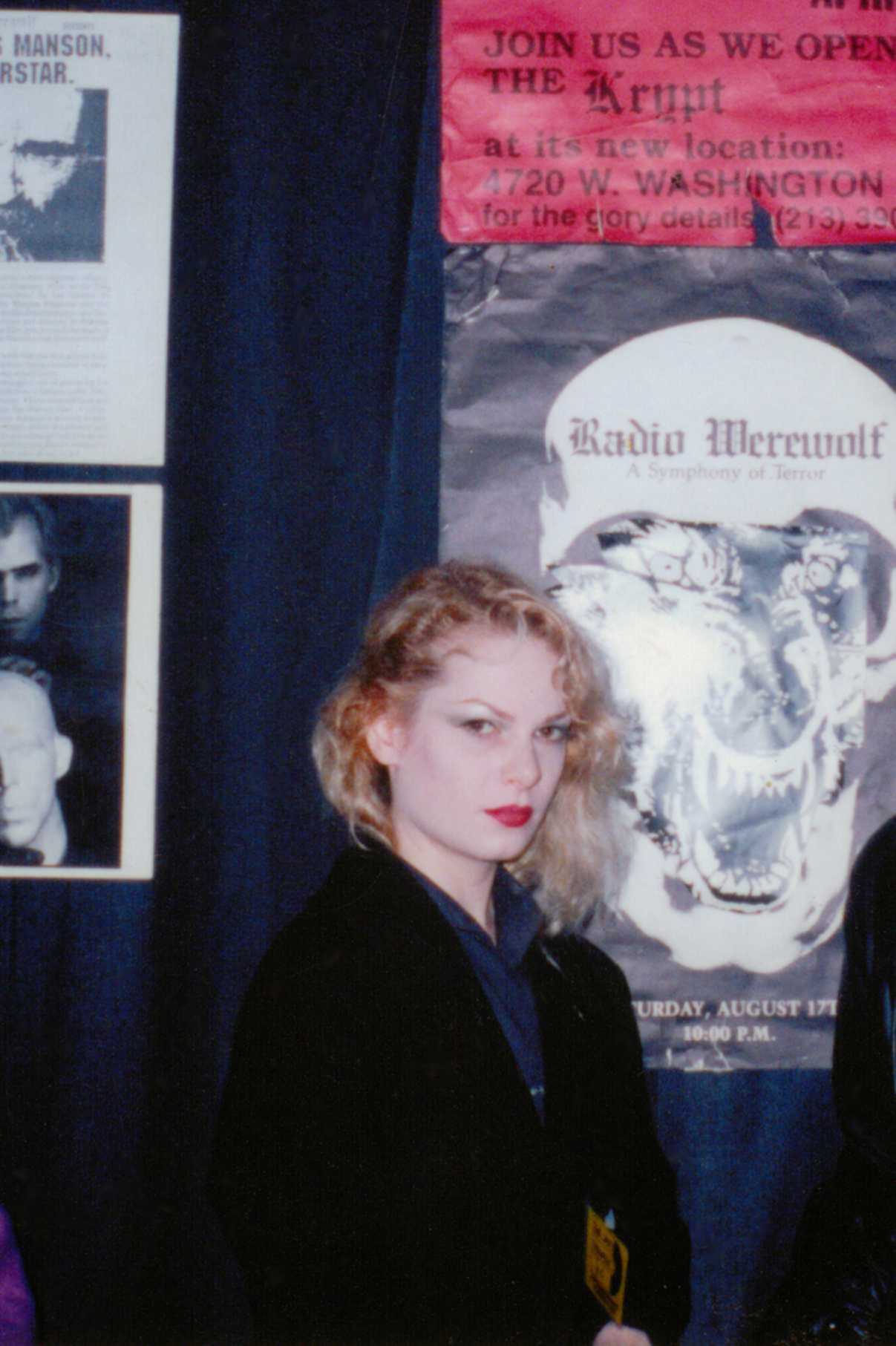
Schreck at the Berlin Independence Days Music Festival, 1989.

### Radio Werewolf
Van 1988–1993 was Zeena lid van de experimentele muziekgroep Radio Werewolf. Ze leverde bijdragen als componist, vocalist, musicus en grafisch ontwerper voor de opnamen van "Songs for the End of the World", "The Lightning and the Sun", "Bring Me The Head of Geraldo Rivera", "These Boots Were Made for Walking", en "Love Conquers All." In deze jaren trad ze uitsluitend in Europa op.
In 2012 werd door Radio Werewolf de CD The Vinyl Solution – Analog Artifacts: Ritual Instrumentals and Undercover Versions uitgebracht, de eerste release in 20 jaar.
In 2016 plaatste het Classic Rockmagazine Radio Werewolf op de vierde plaats van hun lijst 'The 25 weirdest bands of all time'. De toelichting luidde: "Ontstaan in de hoogtijdagen van de 'Satanische paniek hysterie' midden jaren tachtig in Amerika, werd Radio Werewolf ooit beschouwd als de gevaarlijkste band ter wereld, vooral wegens hun beruchte vocalist Zeena Schreck". In 2016 stond Radio Werewolf in de 'Top Tens Most Satanic Bands' op de 23e plaats.
In 2019 besteedde Amy Haben in haar artikel "Subversive Grooves: Music From the Dark Side," aandacht aan Radio Werewolf en Zeena, met hun vertolking van Nancy Sinatra’s, “These Boots Are Made for Walkin'” .

### Solocarrière

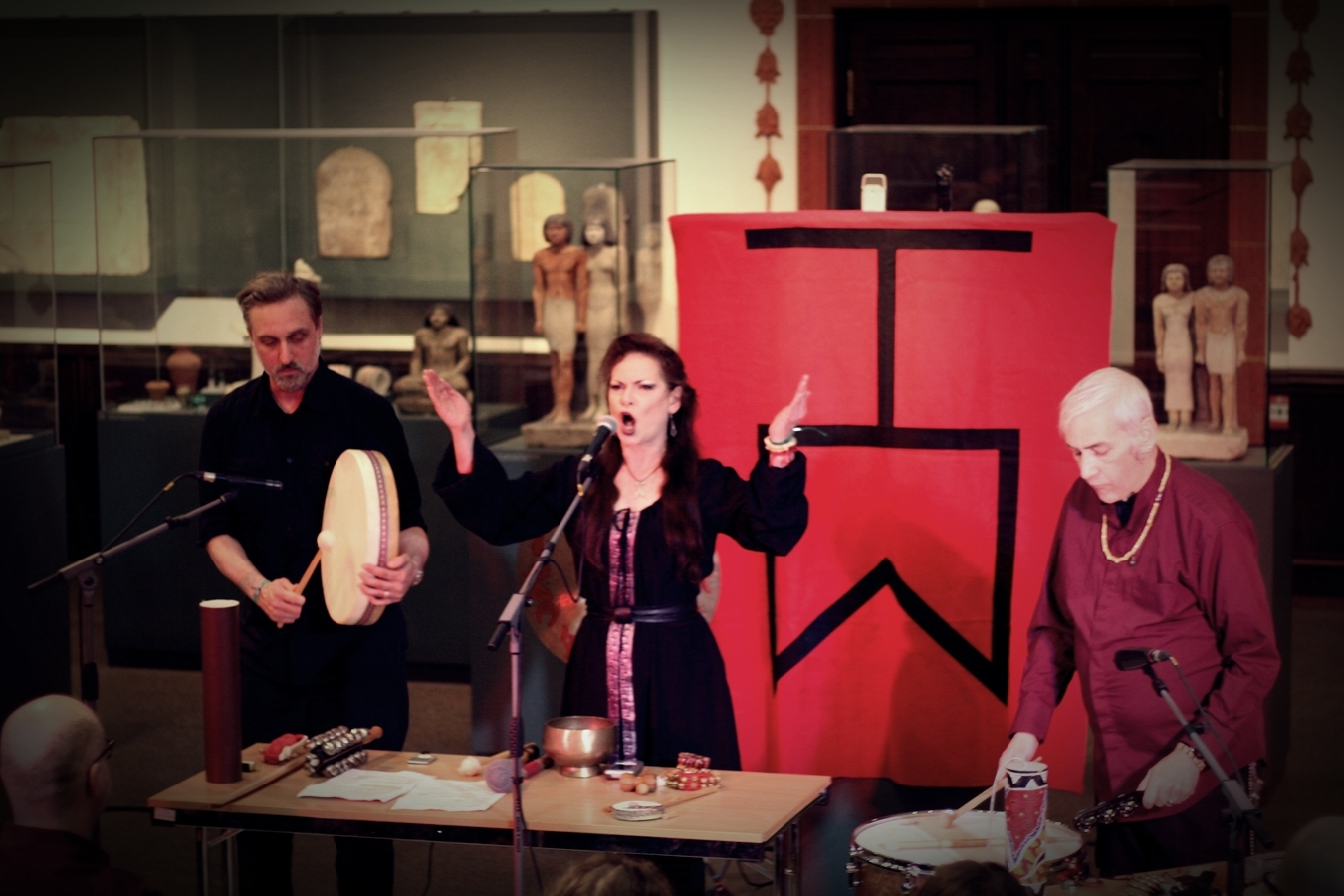
Schreck with John Murphy and Cory Vielma at the Wave-Gotik-Treffen Festival in May 2015

##### Performa 13, New York
Op 8 november 2013 bood het tweejaarlijkse visualartsfestival Performa een podium aan Zeena. Ze werd begeleid door de New Yorkse percussionist Hisham Bharoocha en de Deense Anders Hermund. Bij haar vocale optreden vertolkte ze heilige teksten uit tantrische geschriften van het vajrayanaboeddhisme en shaktisme. Dit was het eerste solo-optreden in de Verenigde Staten sinds haar emigratie naar Europa in 1990.

##### Wave-Gotik-Treffen music festival
Op 23 mei 2015 trad ze solo op tijdens het festival Wave-Gotik-Treffen in Leipzig. Het concert werd gehouden te midden van de "heilige, magisch geladen oude voorwerpen" uit het Egyptisch museum van de Universiteit Leipzig. Ze werd begeleid door Cory Vielma en John Murphy.

## Discografie

### Componist en/of uitvoerend bij Radio Werewolf
- The Lightning and the Sun, Vinyl Mini LP 1989 Radio Werewolf, Unclean Productions ASIN: B000XV7U6I
- Bring Me the Head of Geraldo Rivera, Vinyl Mini LP 1990 Unclean Production ASIN: B001EBFUXG
- Songs for the End of the World, CD 1991 Radio Werewolf, Gymnastic Records, ASIN: B001EB9JFG
- Witchcraft/Boots, Vinyl Double-cover 12" Maxi Single 1991 Radio Werewolf, Unclean Production ASIN: B001EBDQXM
- Love Conquers All, CD 1992 Radio Werewolf, Gymnastic Records, ASIN: B000025TGE
- The Vinyl Solution – Analog Artifacts: Ritual Instrumentals and Undercover Versions, CD

### Producer
- Christopher Lee Sings Devils, Rogues & Other Villains (From Broadway To Bayreuth And Beyond), 1996 Wolfslair, Inc., Co-Produced with Nikolas and Zeena Schreck, ASIN: B004GL0VRQ
- 5,000 Years of the God Set, 1997 Wolfslair, Inc./2012 Kaliyuga Clearing House, Producer Zeena Schreck, no ASIN
- Charles Manson Superstar (co-producer/narrator), 1989, film documentary, director/producer: Nikolas Schreck)

### Andere opnamen
- Zeena sprak een deel van de tekst in, en droeg bij aan een deel van de muziek in de documentaire Charles Manson Superstar, 1989 Video Werewolf.[23]
- Georges Montalba – Pipe Organ Favorites & Fantasy in Pipe Organ and Percussion, 2001 Hit Thing, digipack booklet includes an article written by Zeena Schreck with her archival photos, graphics and the last photo together of her and her father, ASIN: B001K2GGTG
- Zeena [LaVey] Radio interviews: Three Volume Set, 1989 The Black House, no ASIN
- Zeena Speaks on the Death of Anton LaVey, 1998 Wolfslair, Inc./2012 Kaliyuga Clearing House, no ASIN
- X – Zero (Track: Hymn To The Great Grand Goat), Vinyl LP 1998 Musicus Phÿcus, no ASIN
- All My Sins Remembered – The Sonic Worlds of John Murphy (Live track from WGT 2015 performance; track title "Sethian Dream Oracle"), 3-CD compilation, 2016 The Epicurean

### Opnamen over of geïnspireerd door Zeena
- Twee tracks op de ep State and Design, namelijk: Radio Werewolf en An Anonymous, released April 30, 2018 by Cubus Larvik. Samples of Zeena's voice from interviews used copiously throughout, as well as a still from one of Zeena's interviews used for the cover.
- Zeena LaVey: Satanist (song title), released October 10, 2013 by DENNIS.
- Pentagram Sam, released 2012 by Da Grimston & Mist-E. A Satanic rap parody on T-Rex; references Zeena in lyrics and imagery as status symbol within that milieu, e.g., "I'm Facebook friendz with Zeena LaVey; Pentagram Sam get outta the way."[24]
- The Satanic Mass, 1968 Murgenstrumm Records / re-released on CD, 1994 Amarillo Records / 2001 Mephisto Media. Contains a reenactment of Zeena Schreck's historic satanic baptism. ASIN: B000172L86

## Films
- Satan Lives (interviewed as herself), documentary, 2015. Directors: Sam Dunn & Scott McFadyen, Banger Films.[25]
- Usher (plays Sapphic Poetess), short film based on Edgar Allan Poe's "The Fall of the House of Usher," 2000. Director: Curtis Harrington
- Charles Manson Superstar (coproducer/narrator), documentary, 1989. Director/producer: Nikolas Schreck. Zeena was coproducer, provided all the female narration, as well as contributing some of the soundtrack music for the film.[23]
- Speak of the Devil: The Canon of Anton LaVey (as herself – uncredited), documentary, 1998. Directors: Nick Bougas/A. Wyatt Mann, Adam Parfrey/Feral House)
- Showdown with Satanism (as herself), documentary, 1997. Produced by Bob Larson Ministries Video, USA ASIN: B001O0VW98
- You May Be Sitting Next to a Satanist (as herself), documentary, 1997. Directors: Alanté & Antoine Simkine, French
- The Zurich Experiment (performer/producer/director), documentary of live music performance, 1992. Produced by Video Werewolf Inc., Vienna, Austria
- Germania: The Theory of Ruins, (producer/director/photographer), documentary-art video, 1992. Director: Zeena Schreck, Produced by Video Werewolf Inc., Vienna, Austria
- The First Family of Satanism (as herself), 1990. Produced by Bob Larson Ministries, USA
- Ragnarok, (Producer/director), documentary, 1990. Produced by Video Werewolf Inc, USA
- The 80s: Satan's Seed Strikes Back [Alternate title: Zeena vs. Ignorance], 1989 documentary of compiled interviews of Zeena video, produced by The Black House, USA
- Satanis: The Devil's Mass,(as herself) 1968 documentary, director: Ray Laurent USA, Something Weird Video, ASIN: B000093NSP
- The Wonderful World of Brother Buzz (as herself) 1965 Children's television program, San Francisco, USA

## Publicaties
- The Zaum of Zeena, edited by Frank Haines, gepubliceerd door Heinzfeller Nileisist for the New York Art Book Fair, 2015[26]
- Demons of the Flesh: A Complete Guide to Left-Hand Path Sex Magic. Co-auteurs Zeena en Nikolas Schreck, over sex magic en de aanbidding van het vrouwelijke in het Oosters Tantra, heidense rituelen, christendom en Westers occultisme, Creation Books, 2002
- Straight to Hell: 20th Century Suicides, Zeena Schreck schreef het hoofdstuk the Heaven's Gate, Creation Books, 2004
- LeDossier Manson, en The Manson File door Nikolas Schreck. Met bijdrage van Zeena in Appendix A, 53 bladzijden transcript, van de video footage van Nikolas Schreck's interview bij zijn documentaire Charles Manson Superstar. Transcript title: "Easter Monday Audience with the Underworld Pope: Charles Manson Interviewed and Decoded". Jacket design artist/graphic designer and all chapter plates by Zeena Schreck. Camion Noir, 2011; en World Operations, 2011
- Beatdom Religion issue #10, Zeena schreef hierin twee korte verhalen: "A Short History of Buddhism in Berlin" & "Lost and Found: A Fairy Tale of Sethian Awakening" 2011
- Beatdom Nature issue #11, Zeena's autobiografische essay, "Liberation Under the Snow Moon", 2012
- Beatdom Crime issue #12, Cover photo and theater monologue "Night Shift, Richmond Station" 978-1481801836
- In 2013, Zeena schreef een column voor het online magazine VICE: "From the Eye of the Storm".[27]
- Voorts zijn er illustraties en grafische ontwerpen van haar hand in allerlei media gepubliceerd.